# Adolph Heinrich von Pritzelwitz
Adolph Heinrich von Pritzelwitz (* 20. März 1727 in Schmardt; † 28. Juli 1787 in Berlin) war ein preußischer Oberst und Chef des 4. Artillerie-Regiments.

## Leben

### Herkunft
Er war der Sohn des Rittmeisters in Sachsen-Weimarischen Diensten Kaspar Heinrich von Pritzelwitz. Sein Vater war Besitzer eines Anteils von Gut Schmardt in Kreis Kreutzburg.

### Militärkarriere
Pritzelwitz besuchte zunächst die Kadettenanstalt und wurde 1748 im Artilleriekorps der Preußischen Armee angestellt. Dort wurde er am 26. Mai 1750 Sekondeleutnant. Während des Siebenjährigen Krieges avancierte er im Dezember 1757 zum Premierleutnant, wurde im November 1760 Stabskapitän und Ende Dezember des Folgejahres Kapitän. Nach dem Krieg erhielt Pritzelwitz am 24. Mai 1772 die Beförderung zum Major und im September 1772 wurde er Kommandeur des 7. Artillerie-Bataillons. Am 10. Mai 1778 stieg er zum Oberstleutnant auf und nahm als solcher am Bayerischen Erbfolgekrieg teil. Am 1. Januar 1785 wurde er letztlich Oberst und Chef des 4. Artillerie-Regiments. Er starb überraschend am 28. Juli 1787 in Berlin.

### Familie
Pritzelwitz war mit Wilhelmine Charlotte Henriette, geborene von Moller († 1777) verheiratet. Das Paar hatte mehrere Kinder, darunter:
- Joachim Heinrich (* 1766; † 26. Januar 1812), preußischer Hauptmann 1802 ⚭ Henriette von Rohr aus dem Haus Ganzer
- Karl Ernst Otto (1776–1844), preußischer Generalmajor ⚭ 1831 Johanna Elisabeth Wilhelmine Magdalene Christiane Beate, geschiede von dem Knesebeck, geborene von Bredow (1776–1856)
- Friedrich († 18. Juni 1793), als Fähnrich bei Mainz
- Helene ⚭ Alexander Wilhelm August von der Marwitz († 25. September 1827), Hauptmann, Herr auf Gnevikow, Sohn von Friedrich Wilhelm Siegmund von der Marwitz
- Bernhard Ludwig (* 2. Juni 1787; † 1824), Hauptmann ⚭ N.N. von Langenn (* 1770; † 9. Dezember 1847)